# لیسبورگ، میسوری
لیسبورگ (به انگلیسی: Leasburg) یک روستا (ایالات متحده آمریکا) در ایالات متحده آمریکا است که در شهرستان کرافورد، میزوری واقع شده‌است.
 لیسبورگ ۱٫۱۲ کیلومتر مربع مساحت و ۳۳۸ نفر جمعیت دارد و ۳۱۳ متر بالاتر از سطح دریا واقع شده‌است.